# 四睡図

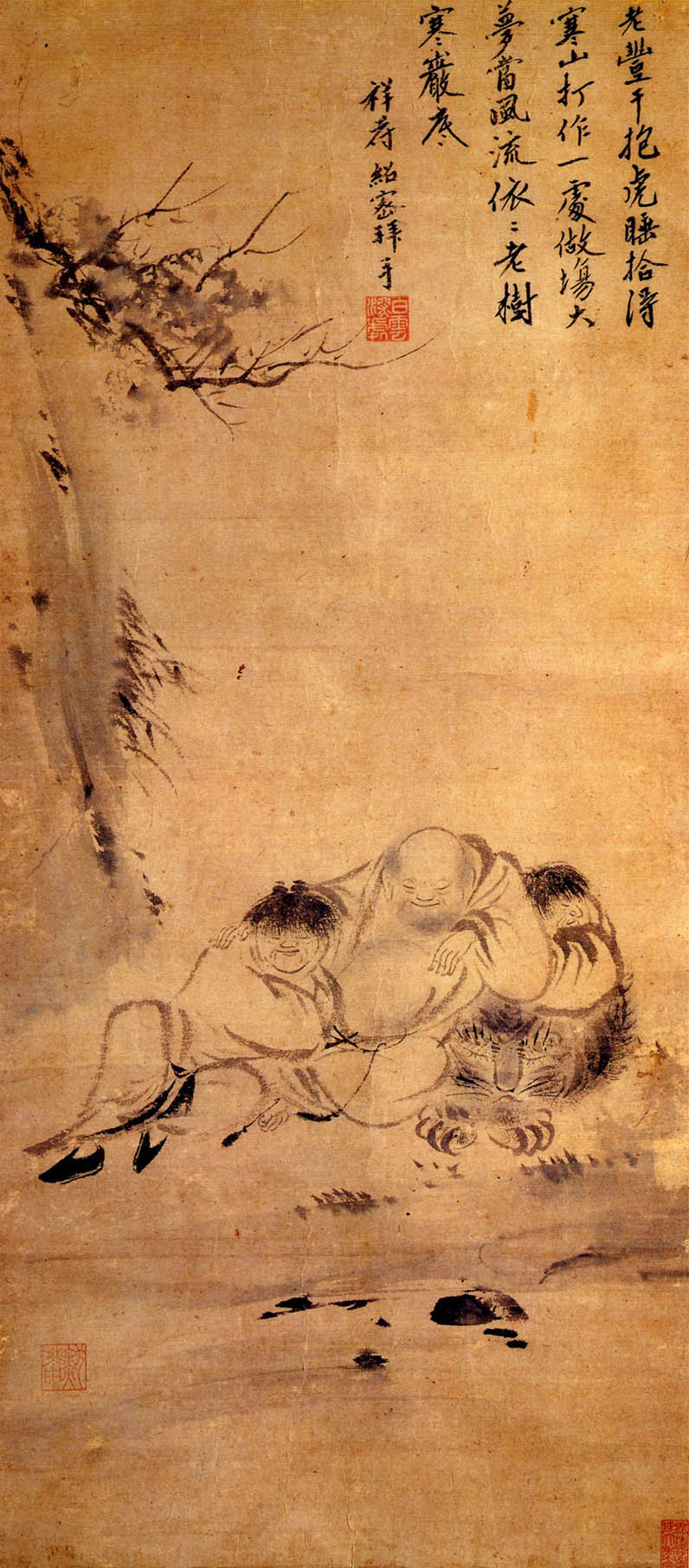
黙庵霊淵(1329年と1345年の間)

四睡図（しすいず）は、豊干、寒山及び拾得が虎と共に睡る姿が描かれた禅画、道釈画の画題である
。禅の真理、妙理、境地を示すとされる。
豊干禅師と寒山、拾得は親しい関係にあったが、この三人と虎を一緒に描くことの根拠となる文献は見つかっていない。

## 作例
構図としては豊干を画面中央に大きく描き、その左右に虎、寒山及び拾得とを小さく配し、不等辺三角形をなす。画題にふさわしく静粛と安定のある図相である点で、諸作品はほぼ一致する。
禅画の画題であり墨画が多いが、日本では「風流四睡図」のように浮世絵の見立絵などの風俗画家にも扱われ、着彩の作例も多い。

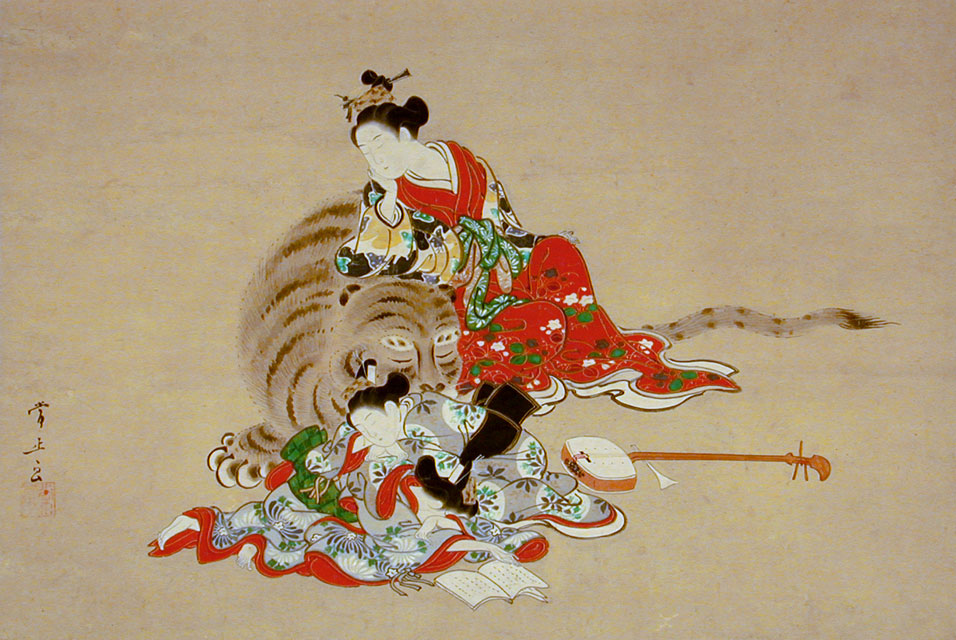
川又常正 見立絵「四睡図」

## 解釈
禅機図であり、様々な解釈が考えられる。
松尾芭蕉は天宥筆の「四睡図」を賛し以下の句を遺している。
月か花か問へど四睡の鼾哉　（つきかはなかとへどしすいのいびきかな）—松尾芭蕉、真蹟画賛

## ギャラリー

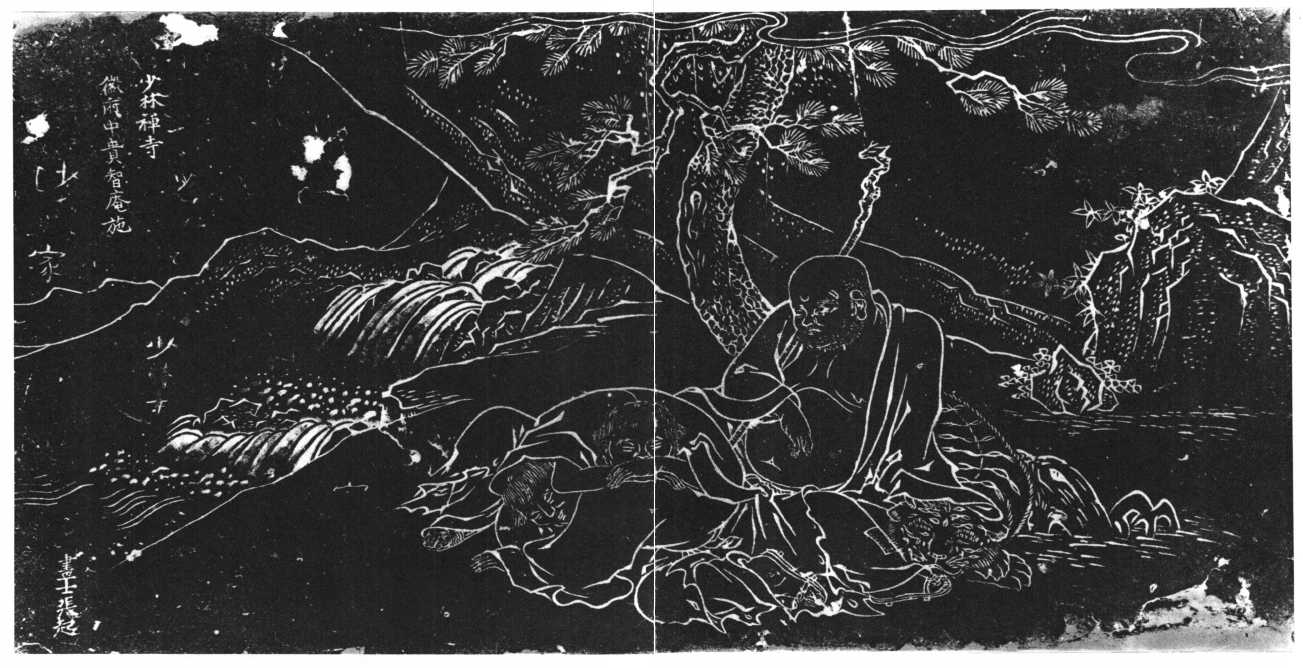
張起 中国に残るもっとも古い作品(1484年)
元の頃の作品(1351年)
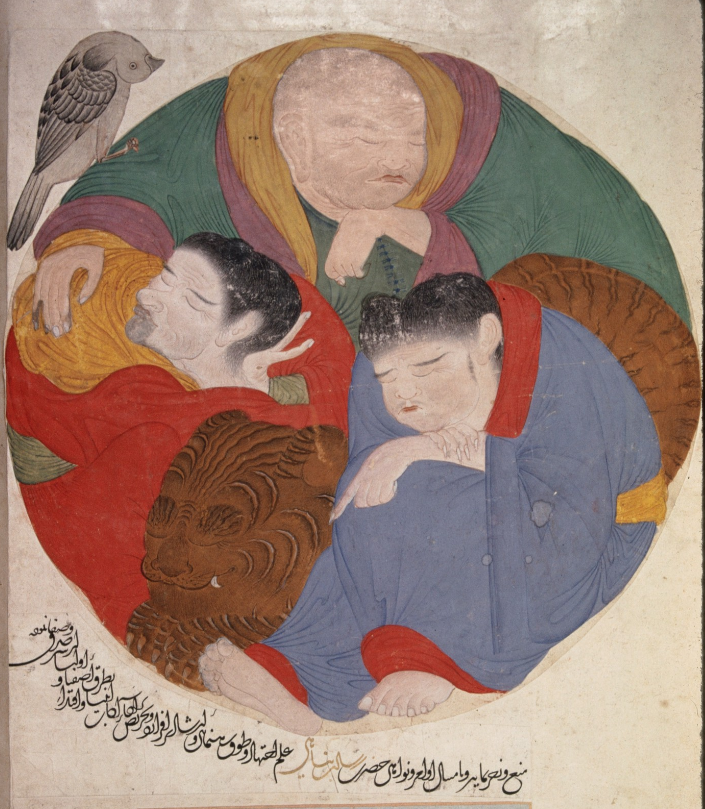
ペルシア帝国(15世紀)
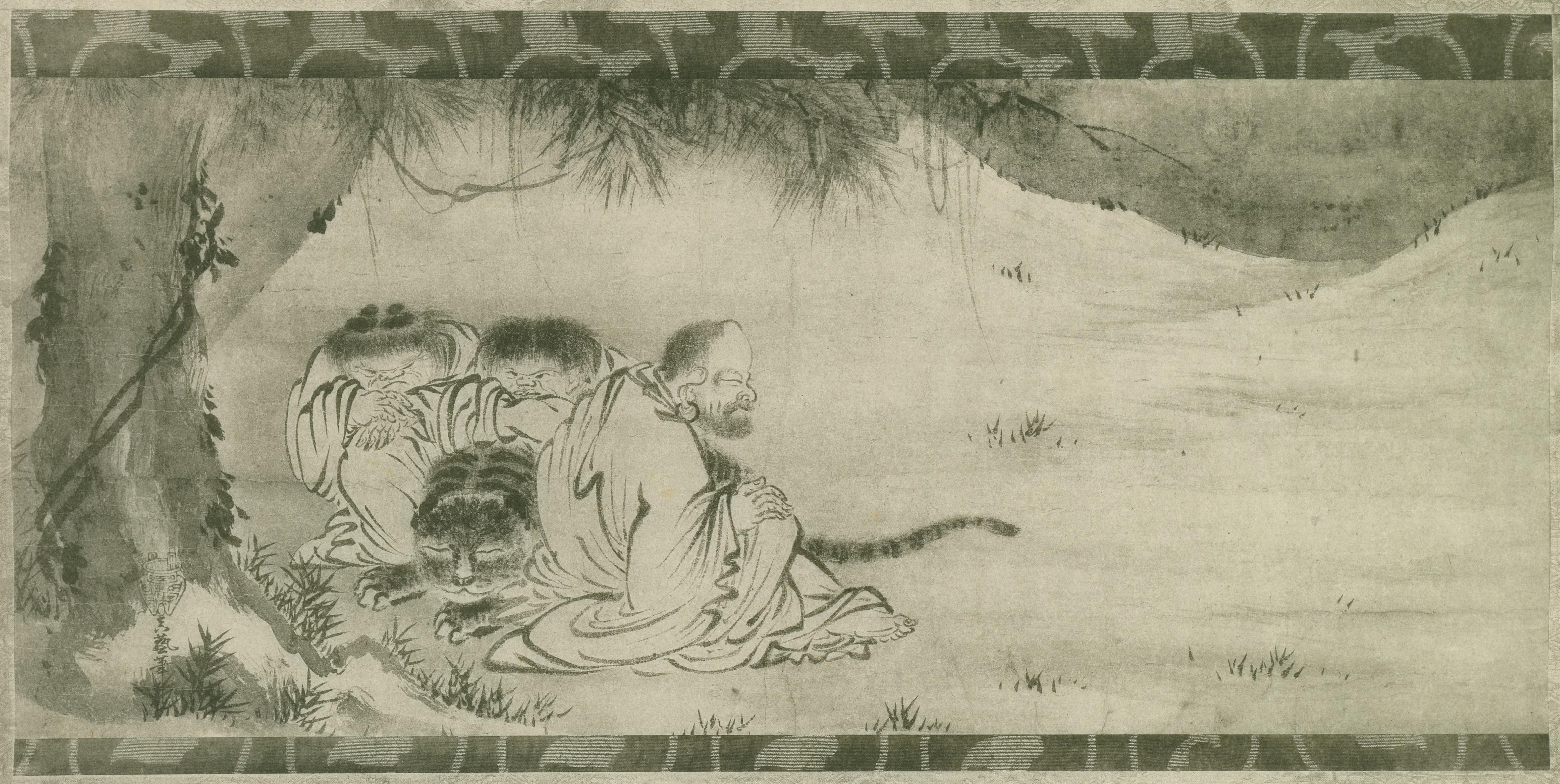
芸阿弥(室町時代)
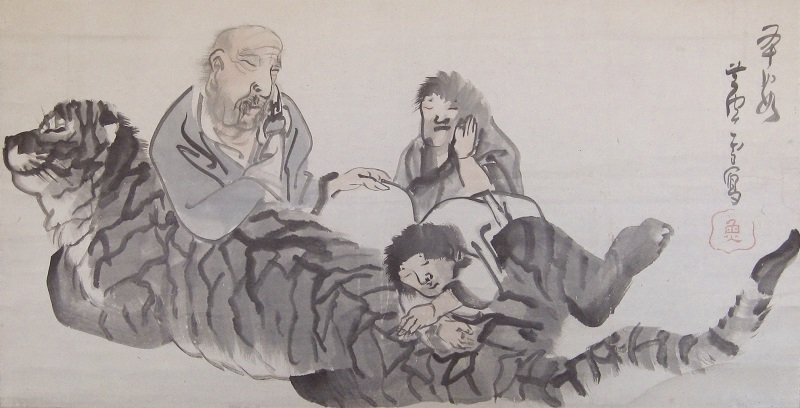
長沢芦雪筆(18世紀)
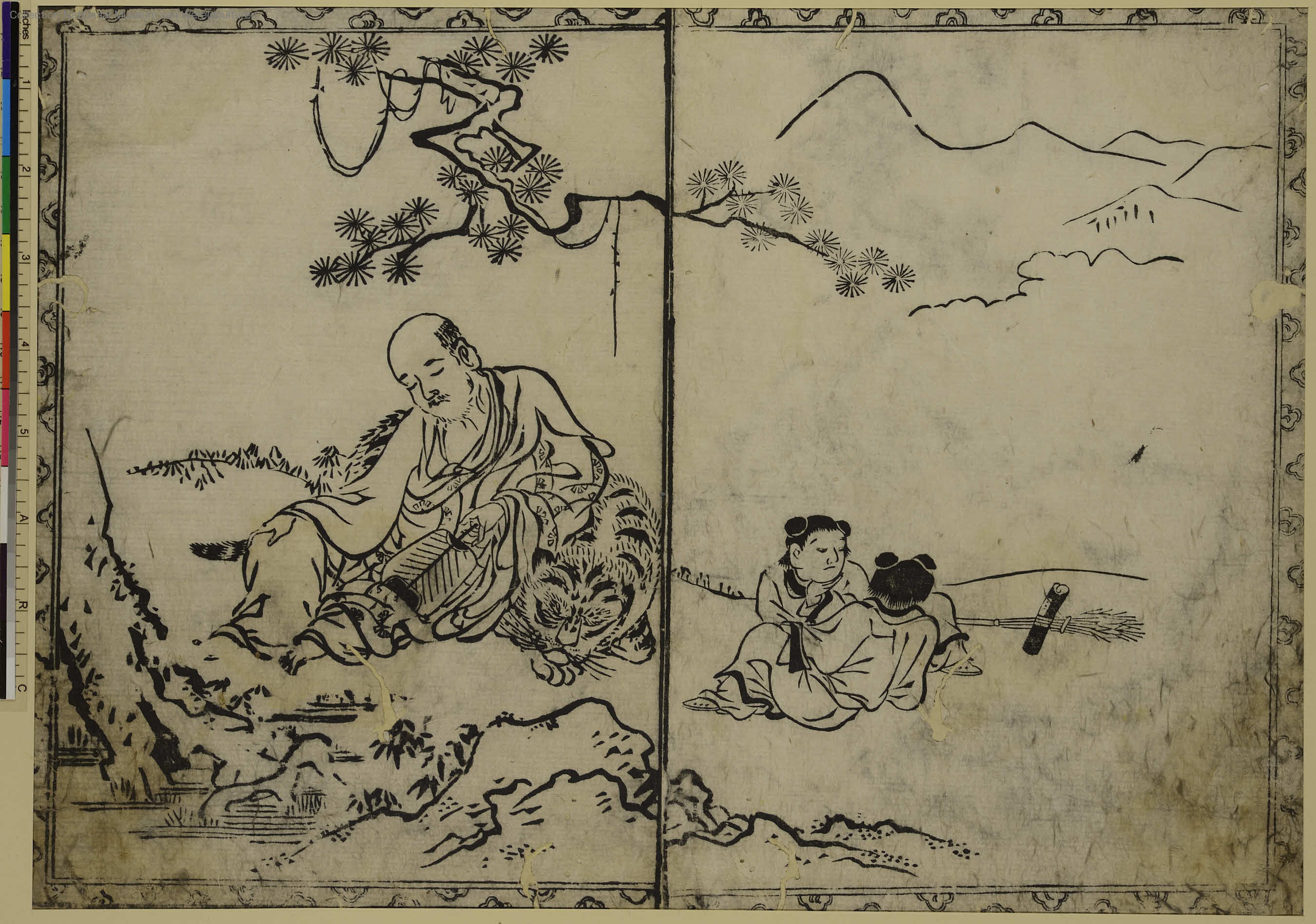
菱川師宣(1701年)